# Dymitr Sanguszko
Dymitr Sanguszko herbu Pogoń Litewska (zm. 1554 w Czechach) – starosta żytomierski od 1548, następnie kaniowski i czerkaski. Syn Fiodora, marszałka ziemi wołyńskiej oraz Hanny Despotówny, córki despoty serbskiego Jovana Brankovicia. Brat Romana wojewody bracławskiego i hetmana polnego litewskiego.
W roku 1553 przy poparciu Konstantego Wasyla Ostrogskiego najechał Ostróg, siłą poślubił dziedziczkę ogromnego majątku zmówioną już Łukaszowi Górce, 14-letnią Halszkę z Ostroga, córkę Ilii Ostrogskiego i porwał ją. Główny opiekun księżnej król Zygmunt August w 1554 skazał go za te czyny na infamię, banicję i ostatecznie na karę śmierci. Podczas ucieczki z żoną do Austrii został zabity w Jaromierzu w kraju hradeckim w Czechach przez ścigający ich oddział pod dowództwem Marcina Zborowskiego.